# Franco Escobar
Franco Nicolás Escobar (Rosario, 21 febbraio 1995) è un calciatore argentino, difensore degli Houston Dynamo.

## Caratteristiche tecniche
È un terzino destro che dispone di una buona tecnica di base per spingere sulla fascia destra ed andare a crossare.

## Carriera
Cresciuto nelle giovanili del Newell's Old Boys, esordisce in prima squadra il 7 giugno 2015 disputando da titolare il match perso 4-0 contro il Boca Juniors. L'8 dicembre 2017 si è trasferito alla squadra americana dell'Atlanta United.
Il 13 gennaio 2023 passa agli Houston Dynamo.

## Palmarès

### Club

#### Competizioni nazionali
- Campionato MLS: 2

Atlanta United: 2018
Los Angeles FC: 2022
- Lamar Hunt U.S. Open Cup: 2

Atlanta United: 2019
Houston Dynamo: 2023
- MLS Supporters' Shield: 1

Los Angeles FC: 2022

#### Competizioni internazionali
- Campeones Cup: 1

Atlanta United: 2019